# Taramassus platycerus
Taramassus platycerus är en insektsart som beskrevs av Boris Petrovich Uvarov 1953. Taramassus platycerus ingår i släktet Taramassus och familjen gräshoppor. Inga underarter finns listade i Catalogue of Life.